# Vlaanderengouw

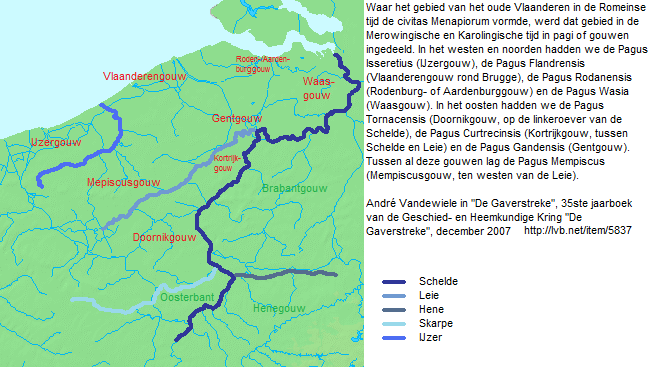
De Vlaamse gouwen, waaronder de Vlaanderengouw.

De Vlaanderengouw (Latijn: pagus Flandrensis) was - na de overname uit handen van de Romeinen - sinds de vierde eeuw een Frankische gouw rond de stad Brugge tussen de IJzer en het Zwin met de stadjes Torhout, Gistel en Oudenburg. Meerdere Romeinse pogingen om zich van de (Salische) Franken te ontdoen, hadden gefaald, en in 358 deed Julianus, de latere keizer Julianus Apostata, aan de Franken afstand van het gebied dat tegenwoordig Vlaanderen en Zuid-Nederland vormt (Toxandrië) als foederati (aan de Romeinen verbondenen). De laatste drie heersers van de Vlaanderengouw waren achtereenvolgens de forestiers (woudgraven of woudmeesters) Liederik, Ingelram en tot slot Odoaker. Uit de Vlaanderengouw groeide nadien het graafschap Vlaanderen, waarvan Boudewijn I (bijgenaamd Boudewijn met de ijzeren arm) in 862 de eerste gouwgraaf werd.
De benaming is afgeleid van flâm, een Ingveoonse vorm van het Oergermaanse *flauma (‘vloed, stroom, stroming en modder’) en  betekent dus overstroming, overstroomd land, slijkland.